# Hamã

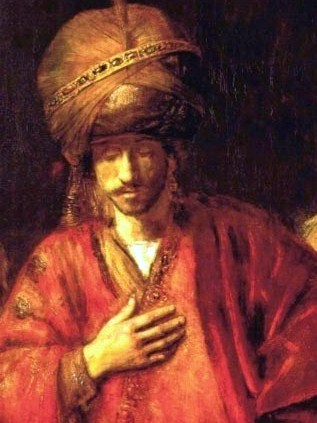
Detalhe da pintura de Rembrandt Hamam Reconhece o Seu Destino

Hamã é uma personagem do livro bíblico de Ester. Hamã era filho de Hamedata e descendente de Agague. Hamã era casado com Zeres, os quais tinham dez filhos, chamados Parsandata, Dalfom, Aspata, Porata, Adalia, Aridata, Parmasta, Arisai, Aridai e Vaizata.
Hamã possivelmente é um nome persa, assim como o nome de seu pai, Hamedata. Mas sua identificação como um “agagita” sugere alguma conexão com Agague, rei dos amalequitas, que fez oposição ao rei Saul e o único a ser preservado por Saul na batalha juntamente com o despojo do seu melhor gado e o que havia de melhor, quando Deus havia ordenado que fosse destruído tudo. Esse povo era arquiinimigo de Israel. Então talvez o livro de Ester mostre um descendente desse povo, ligado à descendência de Agague, mais uma vez querendo destruir o povo de Deus numa época em que os amalequitas praticamente já tinham desaparecido.
Hamã era um ministro do rei Assuero da Pérsia. O rei ordenou que todos os funcionários do palácio se curvassem e se ajoelhassem diante de Hamã em sinal de respeito. E todos os funcionários começaram a fazer isso, menos Mordecai; ele não se curvava, nem se ajoelhava. Hamã ficou furioso quando descobriu que Mordecai, primo e pai adotivo de Ester, não se ajoelhava em honra do rei Assuero e da dele. E, quando lhe disseram que Mordecai era judeu, Hamã achou que não bastava somente matar Mordecai; ele fez planos para matar também todos os judeus que havia no reino de Assuero. Zeres, mulher de Hamã, o aconselhou a construir uma forca de uns 20 metros de altura para Mordecai.
É neste contexto que Hamã consulta o deus Pur jogando dados para decidir qual seria a melhor data para a ação de extermínio dos judeus. Logo depois, Hamã vai até a presença do rei para convencê-lo do massacre, alegando que existia um povo que seguia leis diferentes, os quais não obedeciam às suas ordens e lhe falou que não tolerasse que eles continuassem agindo daquela maneira. O rei tirou seu anel-sinete, que servia para carimbar as suas ordens, e o deu a Hamã, o inimigo dos judeus.
No dia treze do primeiro mês, Hamã mandou chamar os secretários do palácio e ditou a ordem. Ordenou que fosse traduzida para todas as línguas faladas no reino e que cada tradução seguisse a escrita usada em cada província. Ela foi escrita em nome do rei, carimbada com o seu anel-sinete e levada por mensageiros a todas as províncias do reino. A ordem era matar todos os judeus num só dia, o dia treze do décimo segundo mês, o mês de adar. Que todos os judeus fossem mortos, sem dó nem piedade: os moços e os velhos, as mulheres e as crianças. E a ordem mandava também que todos os bens dos judeus ficassem para o governo. Foi a partir daqui que se criou uma grande tensão.
No dia treze do mês de adar, os judeus das províncias se reuniram e se defenderam. Mataram setenta e cinco mil inimigos e assim se livraram de todos os que odiavam. Mas não ficaram com os bens dos mortos. No dia catorze, eles descansaram e comemoraram com banquetes e festas. Mas em Susã os judeus comemoraram no dia quinze do mês, pois nos dias treze e catorze eles mataram os seus inimigos e só no dia quinze descansaram. Hamã acabou pendurado juntamente com seus filhos na forca que ele próprio construiu, a qual estava destinada a Mordecai. Mordecai escreveu tudo o que tinha acontecido e mandou cartas a todos os judeus que moravam em todas as províncias do reino, tanto aos de perto como aos de longe. Nas cartas ele ordenou que todos os anos eles comemorassem os dias catorze e quinze do mês de adar, pois foi nestes dias que os judeus se livraram dos seus inimigos, e foi neste mês que a tristeza e o luto se transformaram em alegria e festa.